# La Rectoria Vella (Castellcir)
La Rectoria Vella és l'antiga rectoria, que també feia de masoveria, del terme municipal de Castellcir, al Moianès.
Està situada al costat de ponent de l'antiga església parroquial de Sant Andreu de Castellcir, a l'esquerra de la riera de Castellcir, a llevant del Carrer de l'Amargura i al nord de Cal Tomàs. La construcció d'aquesta masia, antiga rectoria i actualment casa de pagès, coincideix amb la remodelació del temple al segle xviii.
És una masia del segle xviii, amb façana a migdia. Està coberta a doble vessant, tot i que el vessant que aiguavessa cap al nord correspon a la part més vella del conjunt, el que és pròpiament la Rectoria Vella. Aquesta part de la casa posseeix una llinda amb la data de 1731 i una pedra angular amb la de 1718.
S'hi accedeix des de l'extrem de ponent del Carrer de l'Amargura, des d'on una pista rural en bon estat, el Camí de Sant Andreu, mena a la masia de Mont-ras i des d'ella va baixant cap a la vall de la riera de Castellcir, fins que arriba a Cal Tomàs, a la Rectoria Vella i a l'església de Sant Andreu de Castellcir en quasi dos quilòmetres.
Se'n té constància des del 1666.